# Borówka (sielsowiet Achremowce)
Borówka – dawna leśniczówka. Tereny, na których była położona, leżą obecnie na Białorusi, w obwodzie witebskim, w rejonie brasławskim, w sielsowiecie Achremowce.

## Historia
W czasach zaborów w granicach Imperium Rosyjskiego.
W latach 1921–1939 leśniczówka leżała w Polsce, w województwie nowogródzkim (od 1926 w województwie wileńskim), w powiecie dziśnieńskim (od 1926 w powiecie brasławskim), w gminie Jody.
Według Powszechnego Spisu Ludności z 1921 roku zamieszkiwało tu 7 osób, wszystkie były wyznania rzymskokatolickiego i zadeklarowały polską przynależność narodową. Był tu 1 budynek mieszkalny. W 1931 w 1 domu zamieszkiwały 3 osoby.
Leśniczówka należała do parafii rzymskokatolickiej w Zamoszach. W 1933 podlegała pod Sąd Grodzki w Brasławiu i Okręgowy w Wilnie; właściwy urząd pocztowy mieścił się w Zamoszach.